# Szczupak amurski
Szczupak amurski (Esox reicherti) – gatunek drapieżnej ryby z rodziny szczupakowatych (Esocidae), opisany po raz pierwszy przez polskiego przyrodnika Benedykta Dybowskiego w 1869 roku.

## Biotop i występowanie
Gatunek żyjący w siedliskach wód słodkich, zarówno płynących, jak i stojących, jednak tylko i wyłącznie w zlewni rzeki Amur na terytorium Rosji, Mongolii i Chin oraz na obszarze słodkowodnych siedlisk na wyspie Sachalin.

## Opis morfologiczny
Dorasta do około 115 cm długości i osiąga według różnych źródeł 16–20 kg masy ciała. Dożywa około 14 lat. Ciało szczupaka amurskiego jest wydłużone i nieznacznie bocznie spłaszczone, pokryte małymi owalnymi łuskami barwy srebrzystej, złotawej lub zielonkawej w zależności od siedliska, nieco ciemniejsze z przodu niż z tyłu. Głowa, tułów, a także płetwy: odbytowa, grzbietowa i ogonowa nakrapiane czarnymi lub brązowymi plamami. W przypadku niedojrzałych osobników o wymiarach 30–35 cm plamy po bokach zlewają się w wąskie, poprzeczne paski. Głowa duża i wydłużona ze zwężającymi się szczękami, żuchwa nieznacznie wysunięta do przodu, głowa całkowicie pokryta łuskami aż do pyska. Płetwy: grzbietowa i odbytowa są przesunięte głęboko aż do płetwy ogonowej. Płetwa ogonowa typu homocerkalnego. Tęczówka oka jest srebrna lub bladozłota. Gatunek ten zbliżony jest morfologicznie do szczupaka pospolitego. Różni się on od niego drobniejszymi łuskami i całkowitym pokryciem głowy przez łuski.

## Rozmnażanie
Do pierwszego swojego tarła przystępują osobniki w 3–4 roku życia o długości około 40 cm. Okres godowy u tego gatunku ryb jest zróżnicowany, przypada od kwietnia do czerwca zależnie od lokalizacji siedliska i warunków w nim występujących. Ikra składana jest na płyciznach w miejscach zalanej przybrzeżnej roślinności i ma charakter kleisty, dzięki czemu z łatwością przytwierdza się do roślinności. W zależności od swej dojrzałości samica składa do 151 tysięcy jaj, jednak na ogół liczba ta wynosi około 38 tys. sztuk o średnicy od 2,5 do 3 mm. Czas trwania inkubacji w zależności od temperatury wody, trwa około 10–14 dni.